# Acalypha filipes
Acalypha filipes là một loài thực vật có hoa trong họ Đại kích. Loài này được (S.Watson) McVaugh mô tả khoa học đầu tiên năm 1961.